# South African Airways
South African Airways (IATA: SA, OACI: SAA) es la aerolínea más importante de Sudáfrica en lo que respecta tanto a vuelos de cabotaje como internacionales. Con su centro de conexión en Johannesburgo, South African Airways fue una de las pocas aerolíneas africanas redituables. Sin embargo, su rentabilidad se ha reducido recientemente, y la aerolínea recibió un fondo de ayuda del gobierno en mayo de 2007 para complementar la segunda reestructuración desde 2004. También es conocida en afrikáans como "Suid-Afrikaanse Lugdiens" (SAL), aunque esta versión del nombre no se puede apreciar más en sus aeronaves. 
La aerolínea enfrentó una difícil situación financiera en la que se esperó que cese sus operaciones en 2020, aunque en los últimos tiempos estuvo operando a bajos niveles. El día 2 de junio de 2020, debido al impacto en la aviación de la pandemia de enfermedad por coronavirus de 2019-2020, el gobierno sudafricano anunció un plan para rescatar a la aerolínea y evitar su quiebra.
En noviembre de 2021, en un Marco de Asociación Estratégica (SPF), firmado durante una ceremonia en presencia del presidente de Sudáfrica, Cyril Ramaphosa, y el presidente de Kenia, Uhuru Kenyatta. Kenya Airways y South African Airways trabajarán ahora juntos para "aumentar el tráfico de pasajeros, las opciones de carga y el comercio en general utilizando las fuerzas de Sudáfrica, Kenia y África", explicó un comunicado.

## Destinos
| Países                          | Destinos         | Aeropuertos                                                  |
| ------------------------------- | ---------------- | ------------------------------------------------------------ |
| Australia                       | Perth            | Aeropuerto de Perth                                          |
| Brasil                          | São Paulo        | Aeropuerto Int. de São Paulo-Guarulhos                       |
| Costa de Marfil                 | Abiyán           | Aeropuerto Port Bouet                                        |
| Ghana                           | Acra             | Aeropuerto Int. de Kotoka                                    |
| Mauricio                        | Port Louis       | Aeropuerto Int. Sir Seewoosagur Ramgoolam                    |
| Namibia                         | Windhoek         | Aeropuerto Int. de Windhoek Hosea Kutako                     |
| Nigeria                         | Lagos            | Aeropuerto Int. Murtala Muhammed                             |
| República Democrática del Congo | Kinsasa          | Aeropuerto Int. de N'Djili                                   |
| República Democrática del Congo | Lubumbashi       | Aeropuerto de Lubumbashi                                     |
| Sudáfrica                       | Ciudad del Cabo  | Aeropuerto Int. de Ciudad del Cabo                           |
| Sudáfrica                       | Durban           | Aeropuerto Int. Rey Shaka                                    |
| Sudáfrica                       | Johannesburgo    | Aeropuerto Int. de Johannesburgo-Oliver Reginald Tambo (HUB) |
| Sudáfrica                       | Puerto Elizabeth | Aeropuerto de Port Elizabeth                                 |
| Tanzania                        | Dar es-Salam     | Aeropuerto Int. Julius Nyerere                               |
| Zambia                          | Lusaka           | Aeropuerto Int. de Lusaka                                    |
| Zimbabue                        | Harare           | Aeropuerto Int. de Harare                                    |
| Zimbabue                        | Victoria Falls   | Aeropuerto de Victoria Falls                                 |

## Flota

### Flota actual
| Aeronaves       | En servicio | Pedidos | Pasajeros                                             | Pasajeros                                             | Pasajeros                                             | Matrículas                                            | Antigüedad                                            |
| Aeronaves       | En servicio | Pedidos | C                                                     | Y                                                     | Total                                                 | Matrículas                                            | Antigüedad                                            |
| --------------- | ----------- | ------- | ----------------------------------------------------- | ----------------------------------------------------- | ----------------------------------------------------- | ----------------------------------------------------- | ----------------------------------------------------- |
| Airbus A320-200 | 11          | 1       | 24                                                    | 114                                                   | 138                                                   | ZS-SZK                                                | 18,2 años                                             |
| Airbus A320-200 | 11          | 1       | 24                                                    | 114                                                   | 138                                                   | ZS-SZN                                                | 14,2 años                                             |
| Airbus A320-200 | 11          | 1       | 24                                                    | 114                                                   | 138                                                   | ZS-SZH                                                | 12,9 años                                             |
| Airbus A320-200 | 11          | 1       | 24                                                    | 114                                                   | 138                                                   | ZS-SZB                                                | 11,5 años                                             |
| Airbus A320-200 | 11          | 1       | 24                                                    | 114                                                   | 138                                                   | ZS-SZC                                                | 11 años                                               |
| Airbus A320-200 | 11          | 1       | 24                                                    | 114                                                   | 138                                                   | ZS-SZD                                                | 10,9 años                                             |
| Airbus A320-200 | 11          | 1       | 24                                                    | 114                                                   | 138                                                   | ZS-SZE                                                | 10,6 años                                             |
| Airbus A320-200 | 11          | 1       | 24                                                    | 114                                                   | 138                                                   | ZS-SZI                                                | 10 años                                               |
| Airbus A320-200 | 11          | 1       | 24                                                    | 114                                                   | 138                                                   | ZS-SZJ                                                | 9,9 años                                              |
| Airbus A320-200 | 11          | 1       | 24                                                    | 114                                                   | 138                                                   | ZS-SZA                                                | 8,5 años                                              |
| Airbus A320-200 | 11          | 1       | 24                                                    | 114                                                   | 138                                                   | ZS-SZF                                                | 8,4 años                                              |
| Airbus A320-200 | 11          | 1       | 24                                                    | 114                                                   | 138                                                   | ZS-SZG                                                | 7,1 años                                              |
| Airbus A330-300 | 2           | 2       | 46                                                    | 203                                                   | 249                                                   | ZS-SXI                                                | 8,2 años                                              |
| Airbus A330-300 | 2           | 2       | 46                                                    | 203                                                   | 249                                                   | ZS-SXK                                                | 8,2 años                                              |
| Airbus A330-300 | 2           | 2       | 46                                                    | 203                                                   | 249                                                   | ZS-SXJ                                                | 8,2 años                                              |
| Airbus A330-300 | 2           | 2       | 46                                                    | 203                                                   | 249                                                   | ZS-SXM                                                | 7,7 años                                              |
| Airbus A340-300 | 2           | —       | 38                                                    | 215                                                   | 253                                                   | ZS-SXD                                                | 20,1 años                                             |
| Airbus A340-300 | 2           | —       | 38                                                    | 215                                                   | 253                                                   | ZS-SXF                                                | 19,9 años                                             |
| Boeing 737-800  | 4           | —       | —                                                     | 189                                                   | 189                                                   | TC-SPR                                                | 12,8 años                                             |
| Boeing 737-800  | 4           | —       | —                                                     | 189                                                   | 189                                                   | TC-SPP                                                | 10,2 años                                             |
| Boeing 737-800  | 4           | —       | —                                                     | 189                                                   | 189                                                   | TC-SOC                                                | 7,8 años                                              |
| Boeing 737-800  | 4           | —       | —                                                     | 189                                                   | 189                                                   | TC-SOE                                                | 7,8 años                                              |
| Total           | 19          | 3       | Edad media de la flota (diciembre de 2024): 11,1 años | Edad media de la flota (diciembre de 2024): 11,1 años | Edad media de la flota (diciembre de 2024): 11,1 años | Edad media de la flota (diciembre de 2024): 11,1 años | Edad media de la flota (diciembre de 2024): 11,1 años |

### Flota histórica
| Aeronaves                    | Total | Introducido | Retirado | Matrículas |
| ---------------------------- | ----- | ----------- | -------- | --- |
| Airbus A300                  | 9     | 1976        | 2001     | ZS-SDA, ZS-SDB, ZS-SDC, ZS-SDD, ZS-SDE, ZS-SDF, ZS-SDG, ZS-SDH y ZS-SDI |
| Airbus A319                  | 11    | 2004        | 2023     | ZS-SFD, ZS-SFE, ZS-SFF, ZS-SFG, ZS-SFH, ZS-SFI, ZS-SFJ, ZS-SFK, ZS-SFL, ZS-SFM y ZS-SFN |
| Airbus A330-200              | 11    | 2002        | 2020     | PT-MVA, PT-MVB, G-WWBM, G-WWBD, G-WWBB, ZS-SXZ, ZS-SXY, ZS-SXX, ZS-SXW, ZS-SXV y ZS-SXU |
| Airbus A340-200              | 6     | 2003        | 2014     | ZS-SLF, ZS-SLA, ZS-SLB, ZS-SLC, ZS-SLD y ZS-SLE |
| Airbus A340-600              | 9     | 2002        | 2020     | ZS-SNA, ZS-SNB, ZS-SNC, ZS-SND, ZS-SNE, ZS-SNF, ZS-SNG, ZS-SNH y ZS-SNI |
| Airbus A350-900              | 4     | 2019        | 2020     | ZS-SDC, ZS-SDD, ZS-SDE y ZS-SDF |
| Airspeed Envoy               | 4     | 1936        | 1938     | ?? |
| Antonov An-32                | 4     | 1992        | 1995     | CCCP-48086, CCCP-48080, CCCP-48081 y UR-48131 |
| Avro 685 York                | 9     | 1945        | 1947     | ZS-BGU, ZS-BRA, ZS-ATP, ZS-BTT, ZS-ATU, ZS-ATR, ZS-ATS, ZS-BRB y ZS-ATT |
| Boeing 707                   | 10    | 1960        | 1980     | ZS-CKC (rrg. ZS-SAA), ZS-CKD (rrg. ZS-SAB), ZS-CKE (rrg. ZS-SAC), ZS-DYL (rrg. ZS-SAD), ZS-EKV (rrg. ZS-SAE), ZS-EUW, ZS-EUX (rrg. ZS-SAF), ZS-SAG, ZS-FKG (rrg. ZS-SAH) y ZS-SAI                                                                                     |
| Boeing 727-100               | 9     | 1965        | 1984     | ZS-DYM (rrg. ZS-SBA), ZS-DYN (rrg. ZS-SBB), ZS-DYO (rrg. ZS-SBC), ZS-DYP (rrg. ZS-SBD), ZS-DYR (rrg. ZS-SBE), ZS-EKW (rrg. ZS-SBF), ZS-EKX (rrg. ZS-SBG), ZS-SBH y ZS-SBI                                                                                             |
| Boeing 737-200               | 31    | 1968        | 2006     | ZS-EUY (rrg. ZS-SBL), ZS-SBM, ZS-SBN, ZS-SBO, ZS-SBP, ZS-SBR, OO-SDC, ZS-SIT, ZS-SIO, ZS-SIS, ZS-SIN, ZS-SIR, ZS-SIU, ZS-SIV, ZS-SIW, ZS-SIP, CS-TET, CS-TEU, ZS-SIA, ZS-SIB, ZS-SIC, ZS-SID, ZS-SIE, ZS-SIF, ZS-SIG, ZS-SIH, ZS-SII, ZS-SIJ, ZS-SIK, ZS-SIL y ZS-SIM |
| Boeing 737-300               | 4     | 2007        | 2020     | ZS-SMJ, ZS-TGG, ZS-SBA y ZS-SBB |
| Boeing 747-200               | 8     | 1971        | 2004     | ZS-SAL, ZS-SAM, ZS-SAN, ZS-SAO, ZS-SAP, ZS-SAR, ZS-SAS y ZS-SBJ |
| Boeing 747-300               | 6     | 1983        | 2004     | ZS-SAT, ZS-SAU, ZS-SKB, ZS-SKA, ZS-SAJ y ZS-SAC, |
| Boeing 737-400               |       | 2013        | 2014     | S5-ABV |
| Boeing 747-400               | 8     | 1991        | 2009     | ZS-SAV, ZS-SAW, ZS-SAX, ZS-SAY, ZS-SAK, ZS-SBK, ZS-SBS y ZS-SAZ |
| Boeing 747SP                 | 6     | 1976        | 2002     | ZS-SPA, ZS-SPB, ZS-SPC, ZS-SPD, ZS-SPE y ZS-SPF |
| Boeing 767-200               | 3     | 1993        | 2004     | ZS-SRB, ZS-SRC y ZS-SRA |
| De Havilland Comet           | 2     | 1952        | 1954     | G-ALYY y G-ANAV |
| De Havilland DH.60 Moth      | 1     | 1934        | 1937     | ?? |
| De Havilland DH.104 Dove     | 2     | 1947        | 1952     | ZS-BCB y ZS-BCC |
| Douglas DC-3/C-47            | 9     | 1946        | 1971     | ZS-DJB, ZS-AVI, ZS-AVJ, ZS-BXG, ZS-BXF, ZS-BXI, ZS-BXJ, ZS-DJX y ZS-DJC |
| Douglas DC-4/C-54            | 8     | 1946        | 1967     | ZS-AUB, ZS-BWN, ZS-BMG, ZS-BMH, ZS-AUA, ZS-AUC, ZS-BMF y ZS-BYA |
| Douglas DC-7                 | 4     | 1956        | 1967     | ZS-DKD, ZS-DKE, ZS-DKF y ZS-DKG |
| Hawker Siddeley 748          | 5     | 1970        | 1983     | ZS-HSA, ZS-HSI, ZS-SBU, ZS-SBW y ZS-SBV |
| Ilyushin Il-76               | 1     | 1993        | 1995     | UR-76681 |
| Junkers F 13                 | 4     | 1934        | 1940     | ?? |
| Junkers Ju 52                | 15    | 1934        | 1940     | ZS-AFB, ZS-AFA, ZS-AFD, ZS-AFC, ZS-AKY, ZS-AJF, ZS-AJG, ZS-AJH, ZS-ALO, ZS-AJI, ZS-AJJ, ZS-ALP, ZS-ALR, ZS-ALS y ZS-ALU |
| Junkers Ju 86                | 18    | 1937        | 1940     | ?? |
| Junkers W 34                 | 1     | 1934        | 1937     | ?? |
| Lockheed L-749 Constellation | 4     | 1950        | 1964     | ZS-DBR, ZS-DBS, ZS-DBT y ZS-DBU |
| Lockheed L-1649 Starliner    | 1     | 1965        | 1965     | ZS-DVJ |
| Lockheed Modelo 18 Lodestar  | 30    | 1940        | 1955     | ZS-ASO, ZS-ASU, ZS-ASX, ZS-ATB, ZS-ASN, ZS-AST, ZS-ASW, ZS-ATH, ZS-ATI, ZS-ATG, ZS-ASJ, ZS-ASK, ZS-ASL, ZS-ATJ, ZS-ASM, ZS-ASP, ZS-ASR, ZS-ASS, ZS-ASY, ZS-ASV, ZS-ASZ, ZS-ATA, ZS-ATC, ZS-ATF, ZS-ATM, ZS-ATK, ZS-ATL, ZS-AVS y ZS-AVT                               |
| McDonnell Douglas DC-9       | 1     | 2000        | 2000     | ZS-OBJ |
| Vickers Viking               | 8     | 1947        | 1951     | ZS-BNE, ZS-BNF, ZS-BNH, ZS-BNI, ZS-BNJ, ZS-BNK y ZS-BNL |
| Vickers Viscount             | 8     | 1958        | 1972     | ZS-CVA, ZS-CDT, ZS-CDU, ZS-CDV, ZS-CDW, ZS-CDX, ZS-CDY y ZS-CDZ |

## Historia

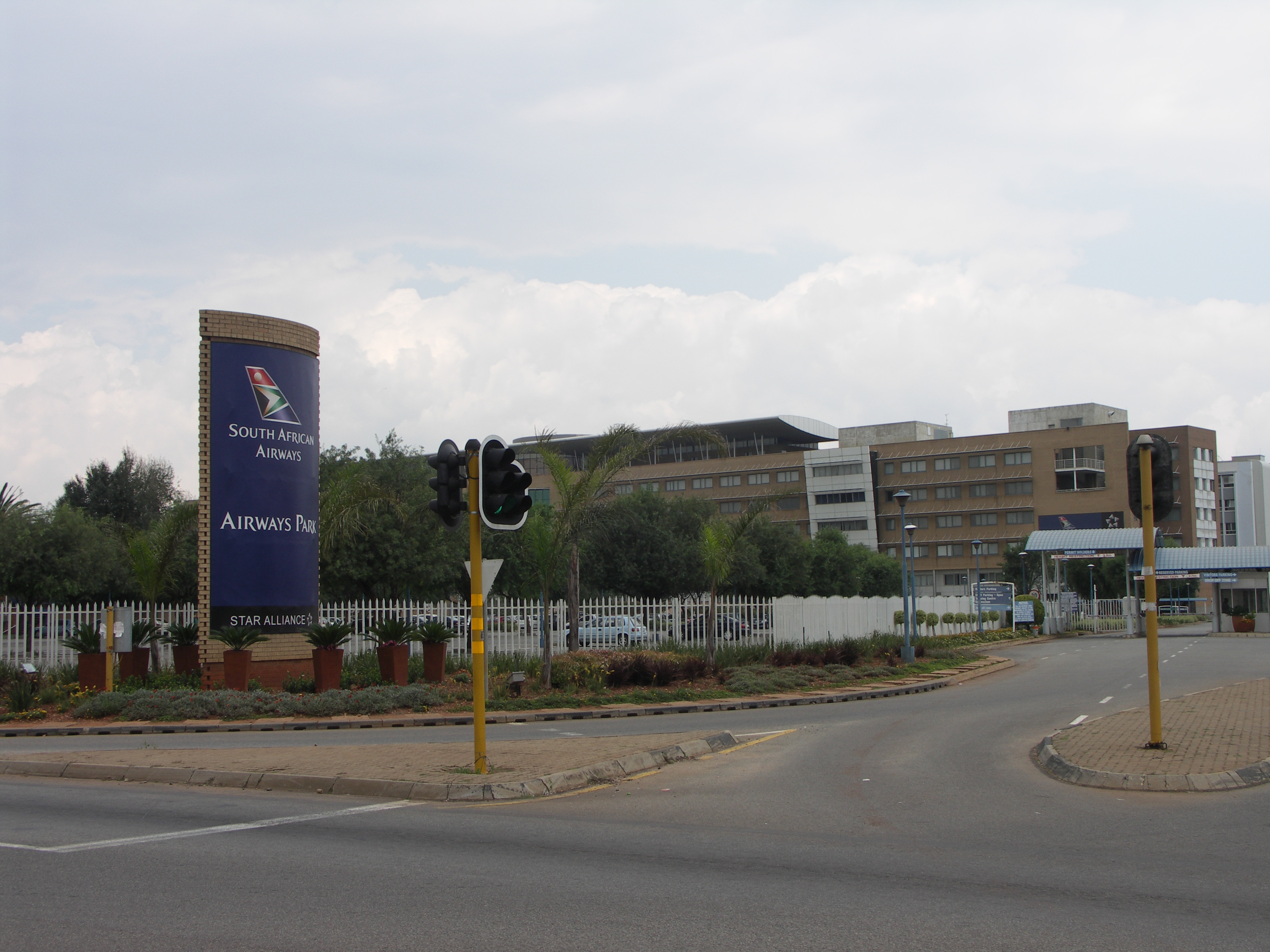
Airways Park, la sede de South African Airways

### Formación
En 1934 una aerolínea denominada Union Airways fue adquirida por el gobierno de Sudáfrica, que cual cambió su denominación al de South African Airways el 1 de febrero de ese año. Las primeras ciudades servidas fueron Ciudad del Cabo, Durban y Johannesburgo. El 1 de febrero de 1935, South African Airways tomó el control de South-West African Airways, el cual desde 1932 había estado proveyendo un servicio semanal de correo aéreo entre Windhoek y Kimberley.
En la década de 1930, SAA ingresó al mercado internacional con vuelos a Kenia y Uganda. El lento crecimiento continuó durante la década de 1940.
En 1945 SAA alcanzó un muy ansiado objetivo para la compañía, al completar una ruta a Europa con un Avro York que aterrizó en Bournemouth, Inglaterra, tras un largo vuelo desde el aeropuerto de Palmietfontein, cerca de Johannesburgo.

### La era del reactor
En la década de 1950 vio el advenimiento de la era del reactor con la adición del Boeing 707 a la flota de la aerolínea. En 1953 SAA entró en la historia de la aviación cuando se convirtió en la primera aerolínea fuera del Reino Unido en operar el primer avión a reacción, el De Havilland Comet, alquilado por BOAC. En noviembre de 1957 el servicio "Wallaby" a Perth, Australia fue incorporado. El primer Boeing 707 de SAA aterrizó en Europa en octubre de 1960 tras un vuelo de nueva horas a Atenas. Dos años después, las aeronaves de SAA permitirían a la aerolínea volar sin escalas desde Sudáfrica al Reino Unido y otros destinos europeos. La ruta Johannesburgo-Nueva York, vía Río de Janeiro, se inauguró en febrero de 1969. Posteriormente, en 1971, SAA sumaría los Boeing 747-200 Jumbo a su flota, seguidos en 1976 por el B747-SP de largo alcance y el Airbus A300, y en 1983 por el 747-300 SUD, el cual permitió realizar el primer vuelo sin escalas entre Johannesburgo y Londres ese mismo año.   

### Consecuencias delapartheid

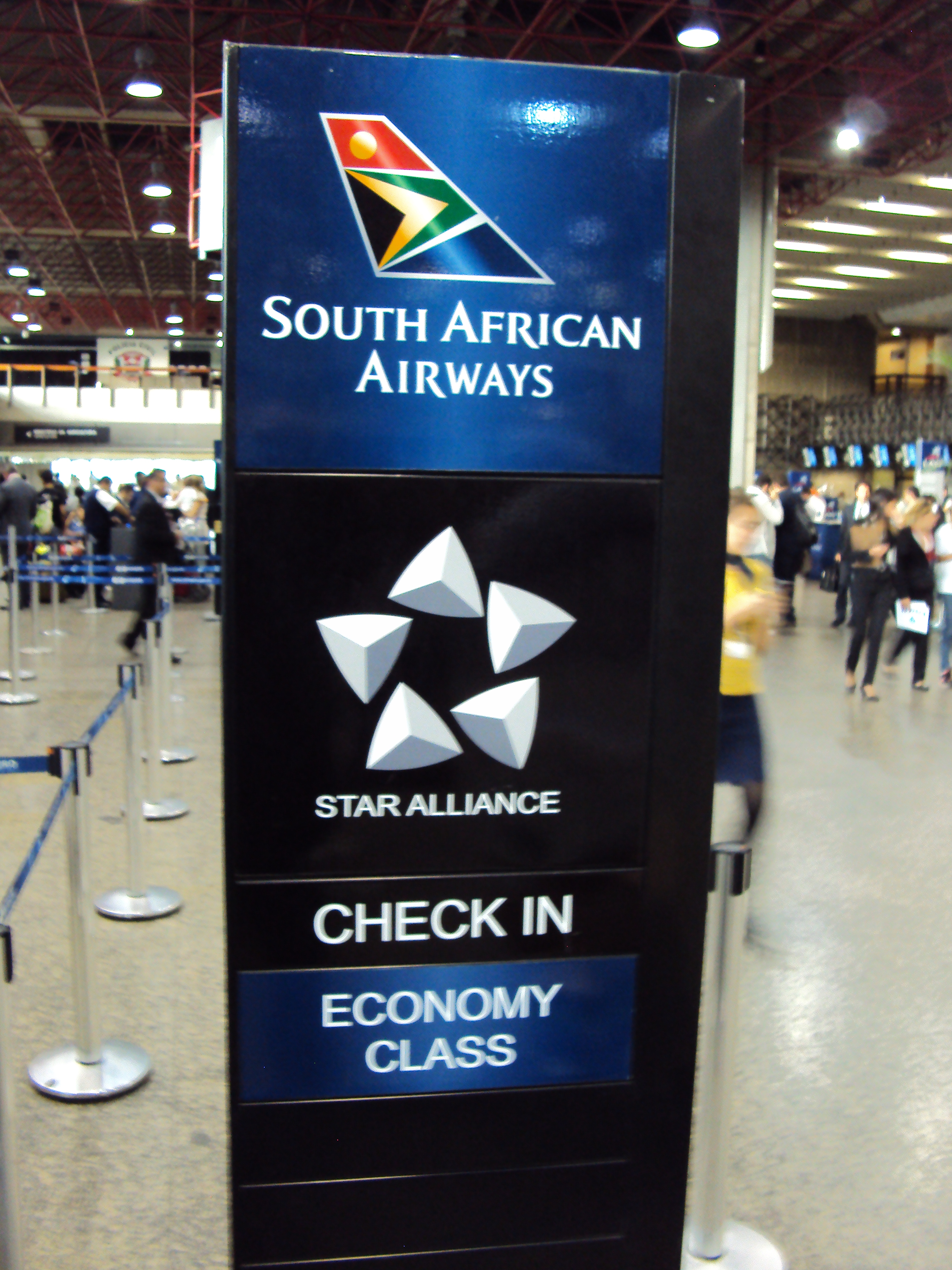
Counter de South African Airways en el Aeropuerto Internacional de Guarulhos en Sao Paulo, Brasil

Los siguientes años estuvieron marcados por un crecimiento constante pero lento. Muchos países rehusaron comerciar con Sudáfrica, y esto afectó a la propia aerolínea. Mientras varias aerolíneas estuvieron creciendo rápidamente en el mercado internacional, la tasa de crecimiento de SAA estuvo muy por debajo. Varios países africanos, excepto los vecinos de Sudáfrica, le prohibieron utilizar su espacio aéreo, pero para entonces SAA había adquirido una flota de "rendimiento especial" de Boeing 747SP, que redujeron la necesidad de paradas.
Un importante desarrollo para la aerolínea tuvo lugar durante la década de 1970, cuando se inauguró una ruta a Asia, con vuelos operados mediante aeronaves Boeing 747 al Aeropuerto Internacional de Hong Kong. En 1980, cuando SAA empezó a volar al Aeropuerto Internacional de Chiang Kai Shek, Sudáfrica se convirtió en uno de los pocos países en el mundo en reconocer el Gobierno de Taiwán de la República de China por aquel entonces.

### 50.º aniversario
SAA celebró su 50.º aniversario en 1984. Ese año, el gobierno de Sudáfrica firmó un acuerdo con el gobierno de Somalía para brindarle un extensivo apoyo militar al régimen represivo de Siad Barre a cambio de un exclusivo contrato por servicios de viajes aéreos hacia Somalía. Esto terminó siendo económicamente inviable dado que muy pocos somalíes podían pagar pasajes aéreos, y debido al desorden civil incesante en el país, poca gente quiso viajar a Somalía.

### Vuelo 295

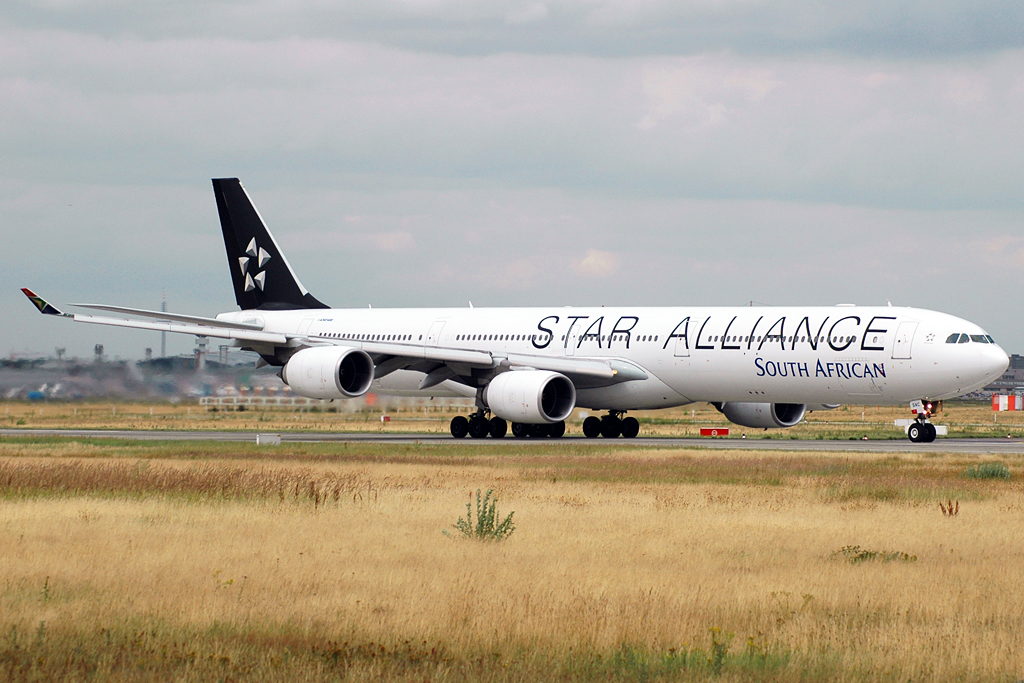
Un Airbus A340-600 de South African Airways con la librea de Star Alliance. En 2006, la compañía se unió a Star Alliance, la alianza aérea más grande del mundo.

El 27 de noviembre de 1987, el vuelo 295 se estrelló en el océano Índico matando a todos los 159 pasajeros y tripulantes. El avión era un Boeing 747 Combi, con una sección de carga en la cola del avión; un importante miembro de la flota de la aerolínea.
La tripulación informó de un incendio a bordo antes de que el control de tráfico aéreo perdiera contacto con el avión. Se descubrió que el incendio surgió en la sección de carga trasera. Ninguno de los elementos listados a bordo era peligroso, así que se sospecha que el avión llevaba una carga ilegal a bordo. Sin embargo, nunca se determinó la causa exacta. Se tenía la sospecha de una caja de baterías de computadora que pudieron haber hecho combustión y generar un incendio. Se sospecha que las causas no fueron ni han sido reveladas ya que afectaría enormemente a la aerolínea, todavía se espera una verdadera y honesta respuesta sobre lo ocurrido en aquel trágico vuelo.

### Cese de operaciones
El 18 de abril de 2020, el gobierno de la República de Sudáfrica decide liquidar la aerolínea al negar un préstamo solicitado por esta misma, terminando 86 años de historia, aunque ya venía arrastrando una crisis, el cese de vuelos como consecuencia por la cuarentena ante la pandemia de enfermedad por coronavirus lo que obligó a la aerolínea a pedir un préstamo para pagar a sus trabajadores, que al final se le fue negado. La aerolínea evitó ser liquidada en julio de 2020 y se aceptó un plan de reestructuración. Se espera que retome su red de vuelos domésticos en diciembre de 2020.

## Galería

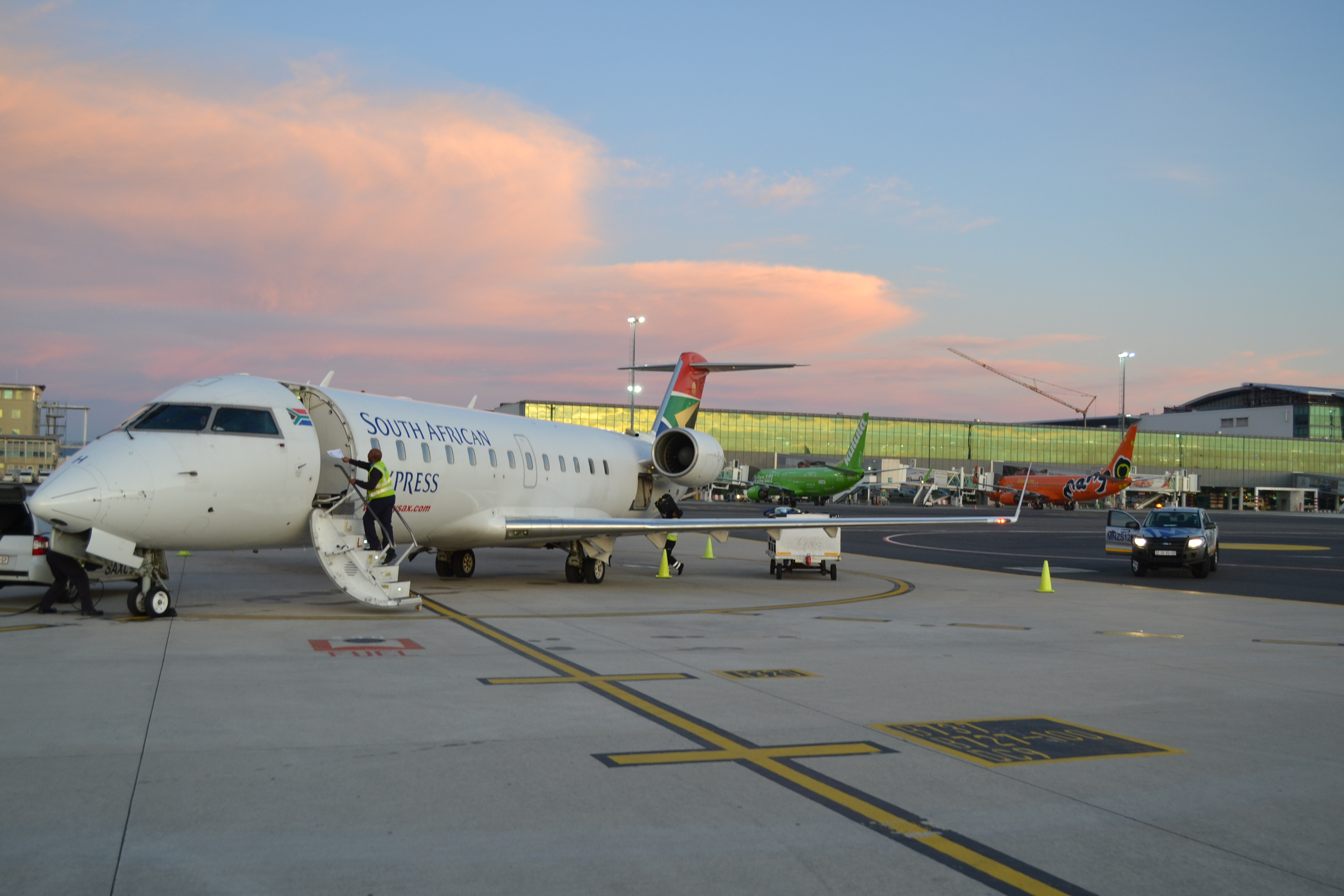
CRJ 200 de South African Airways en el Aeropuerto Internacional de la Ciudad del Cabo, Sudáfrica
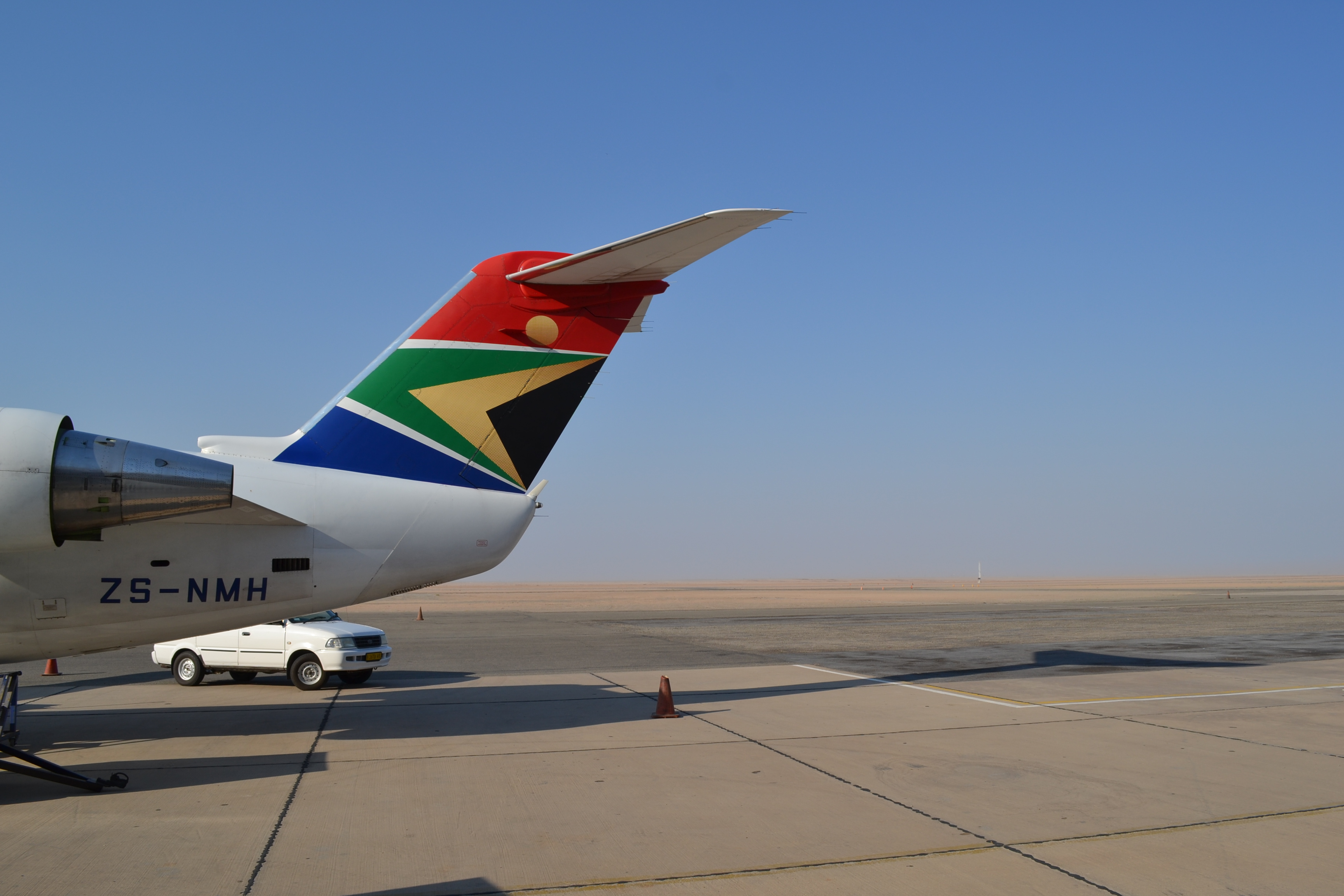
CRJ 200 de South African Airways en el Aeropuerto Internacional de Walvisbaai, Namibia
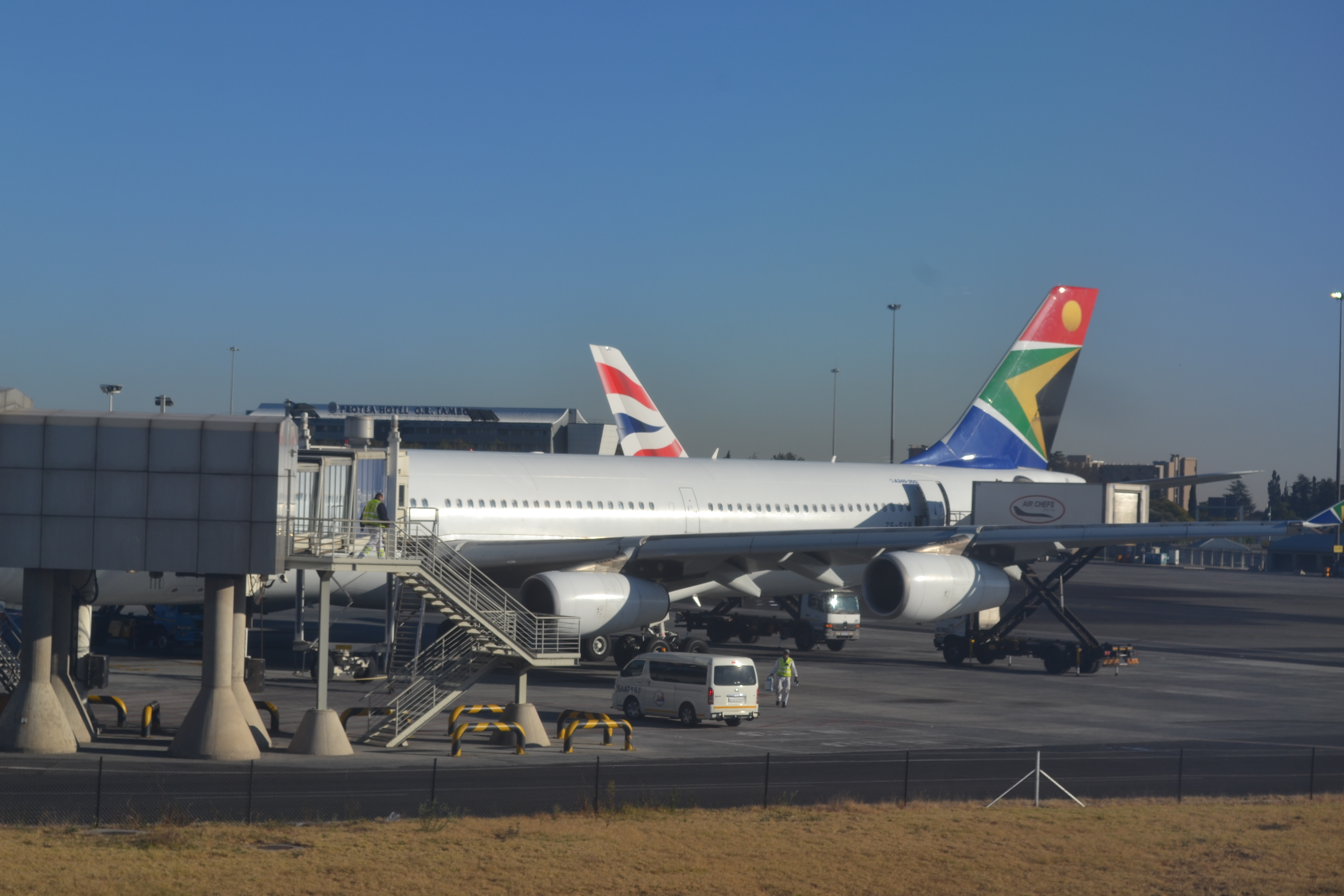
Airbus A340 de South African Airways en el Aeropuerto Internacional de Johannesburgo-Oliver Reginald Tambo
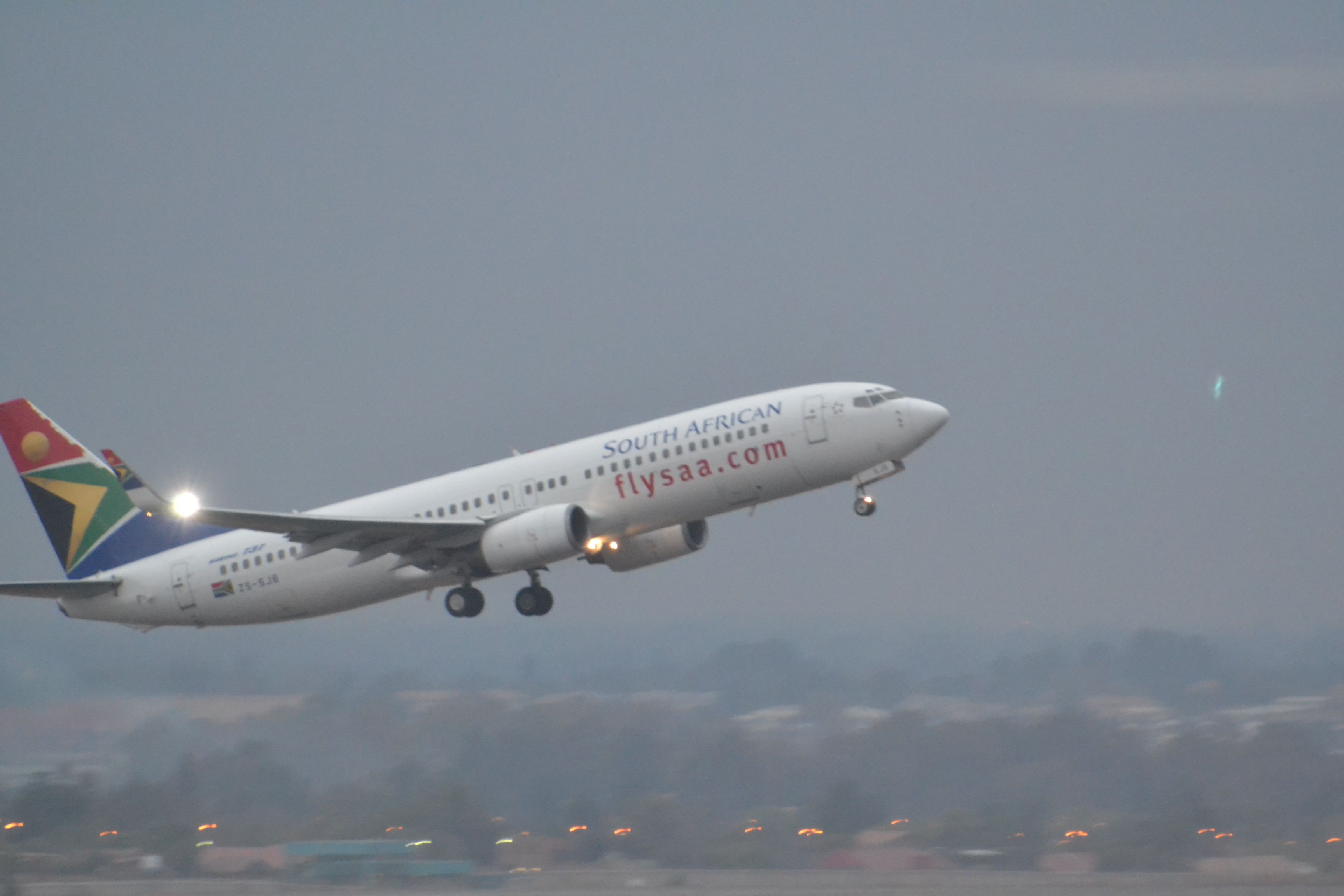
Boeing 737 de South African Airways despegando del Aeropuerto Internacional de Johannesburgo-Oliver Reginald Tambo
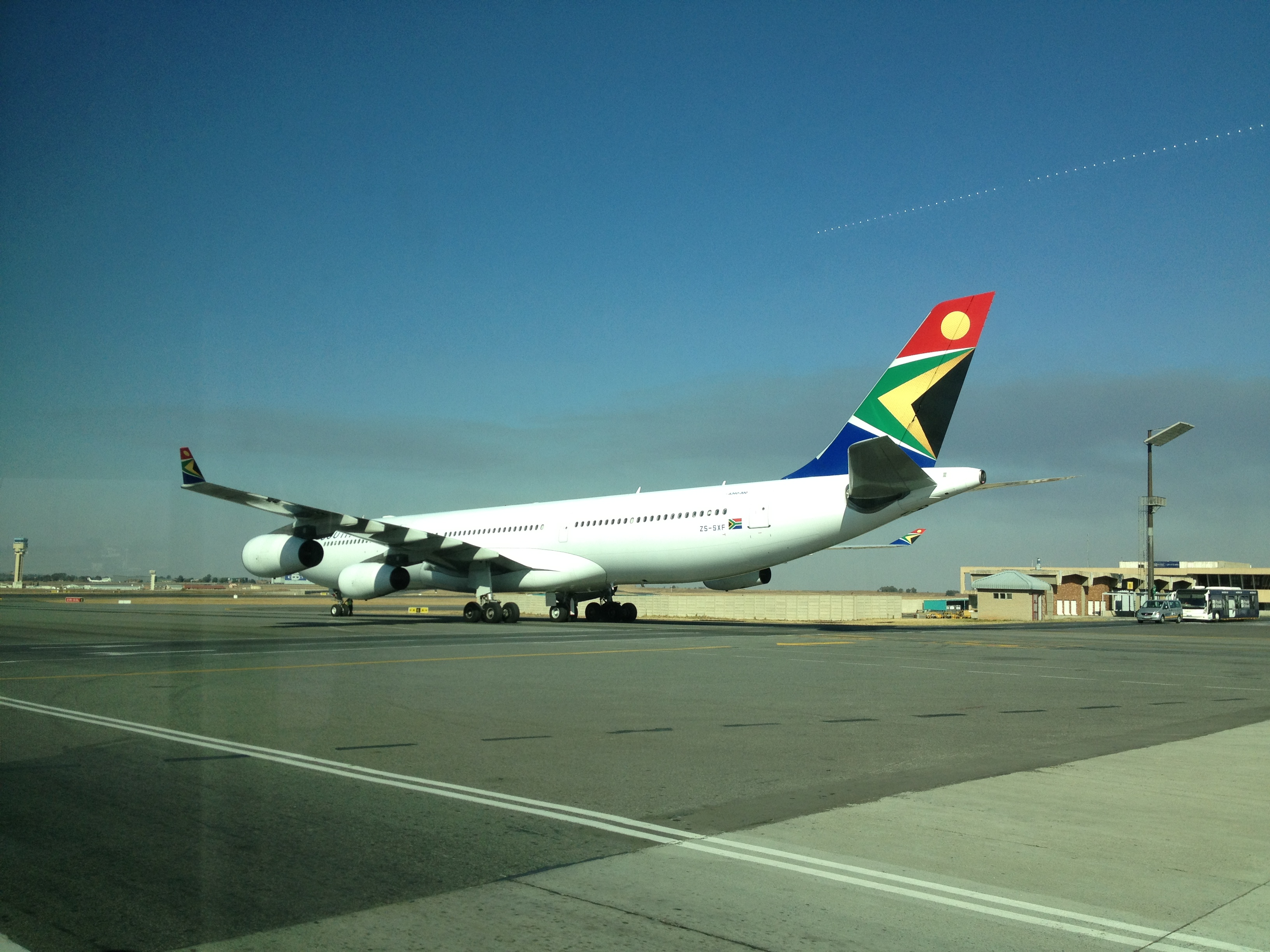
Airbus A340 de South African Airways en el Aeropuerto Internacional de Johannesburgo-Oliver Reginald Tambo
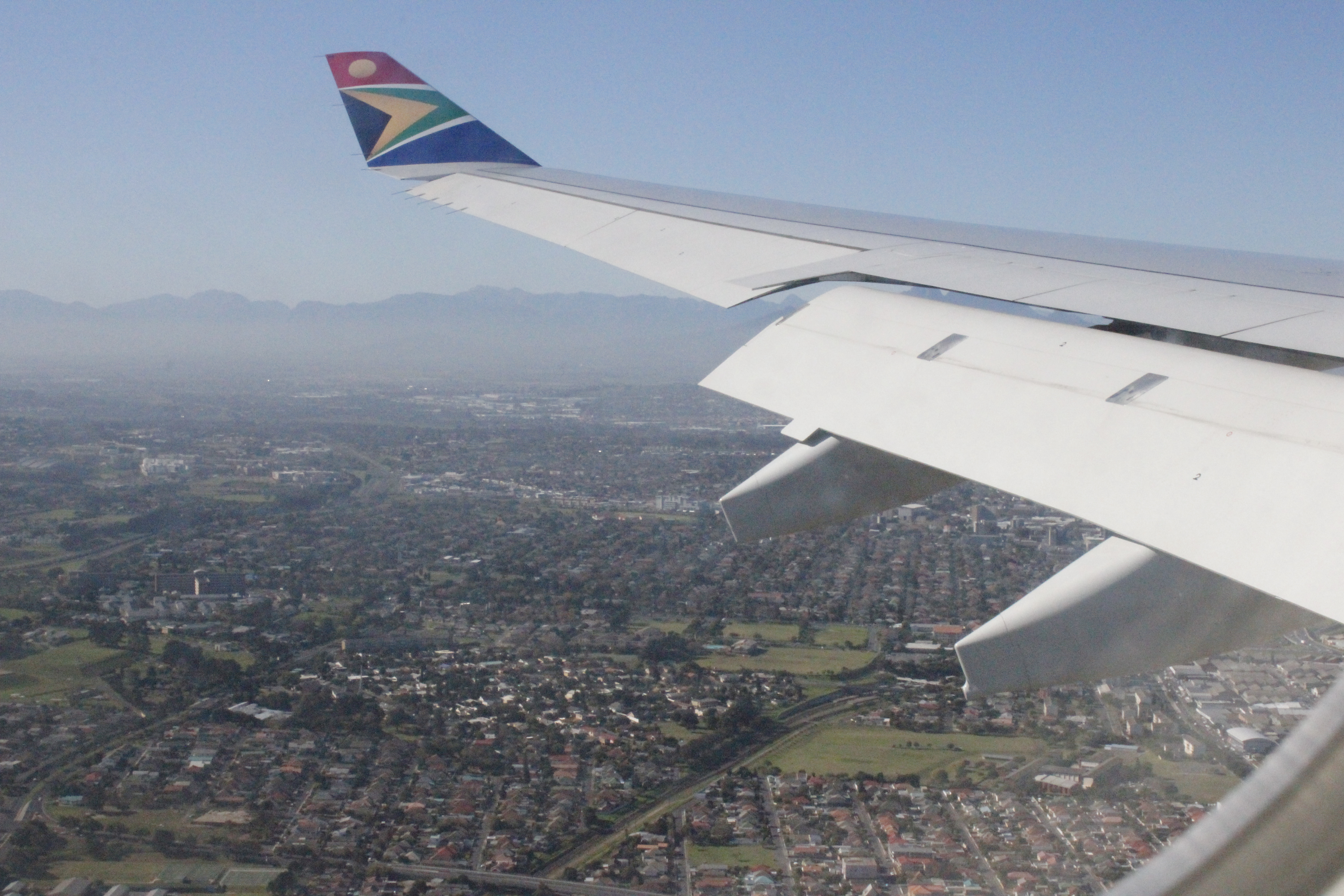
Airbus A340 de South African Airways a punto de aterrizar en el Aeropuerto Internacional de la Ciudad del Cabo, Sudáfrica
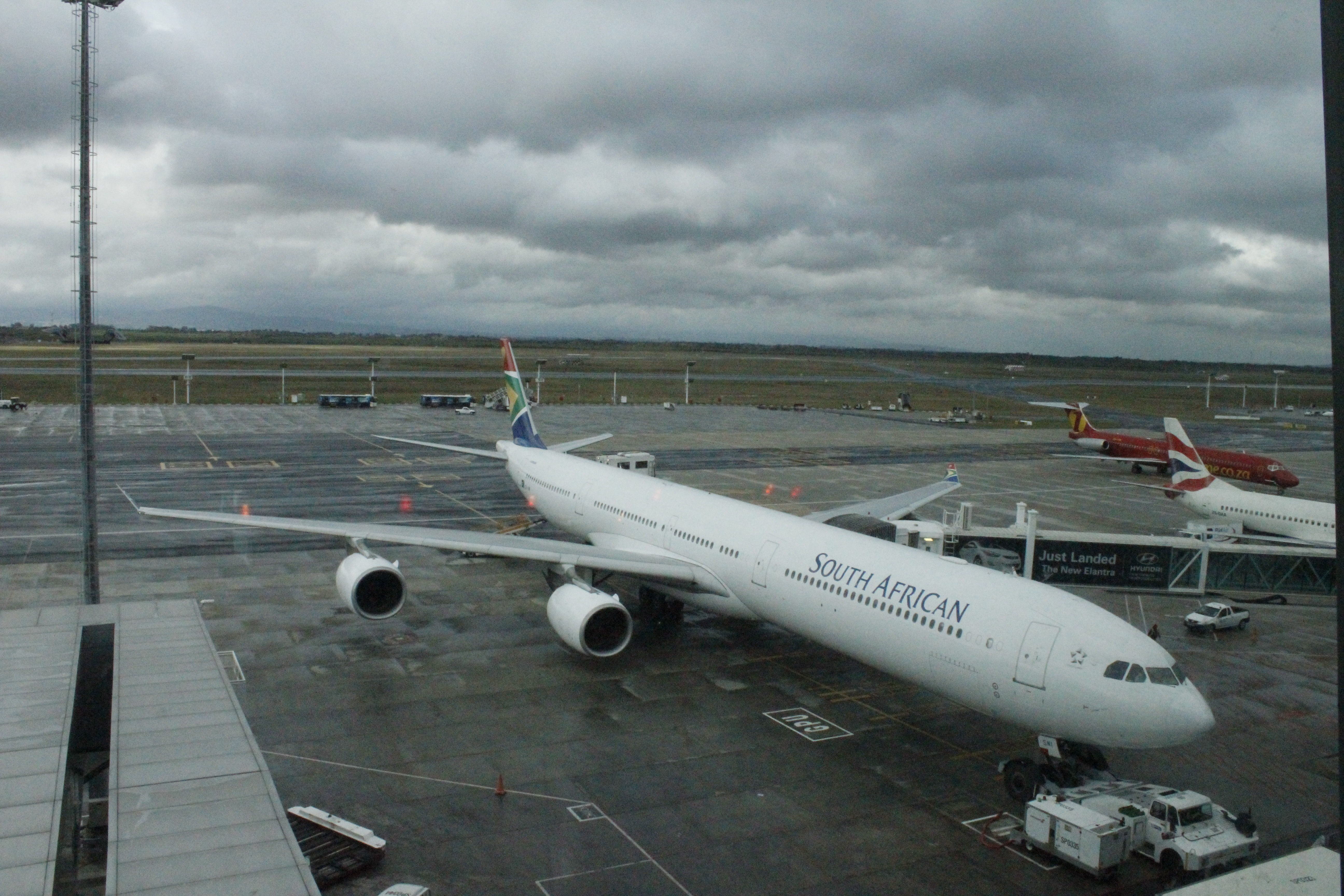
Airbus A340 de South African Airways en el Aeropuerto Internacional de la Ciudad del Cabo, Sudáfrica
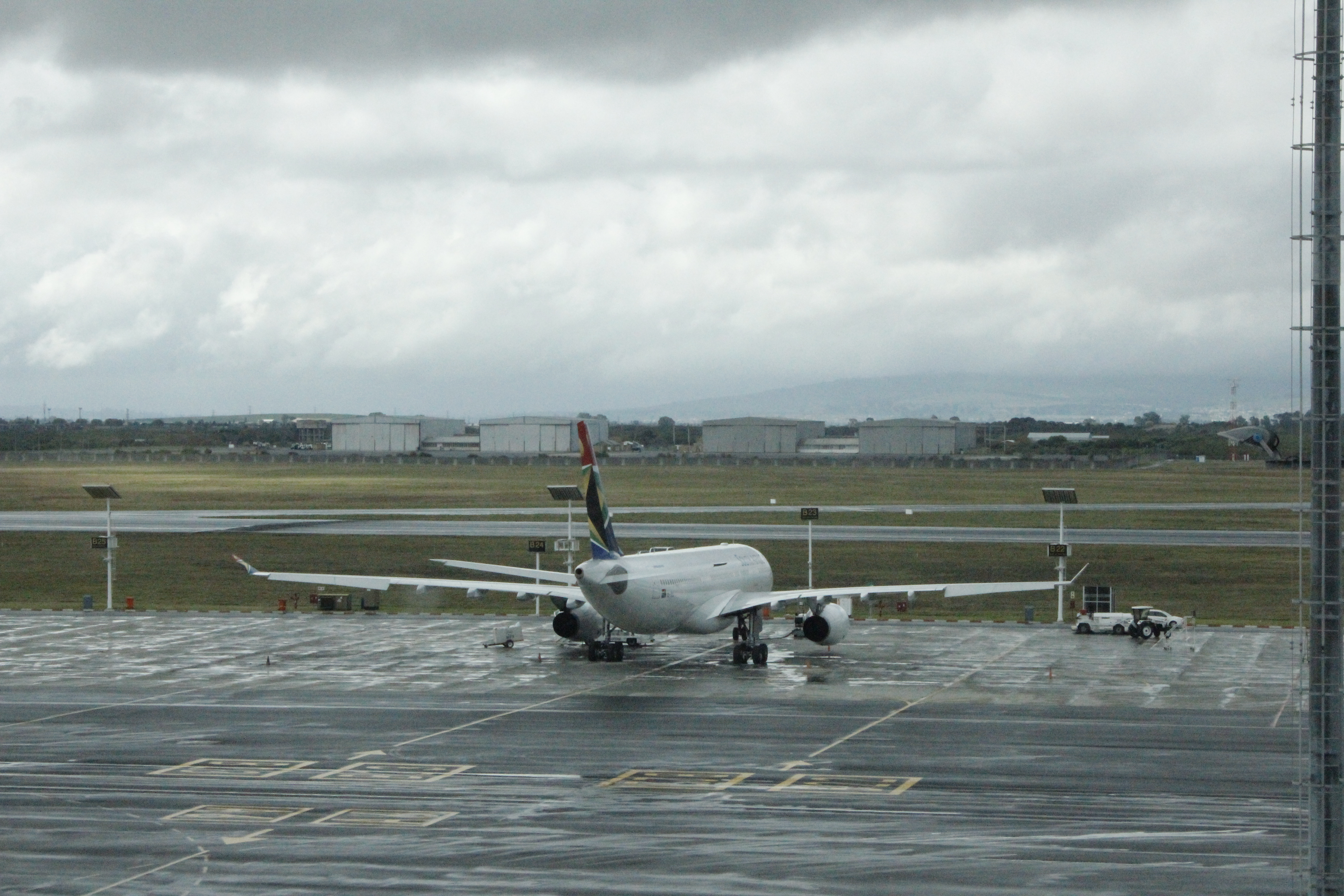
Airbus A330 de South African Airways en el Aeropuerto Internacional de la Ciudad del Cabo, Sudáfrica
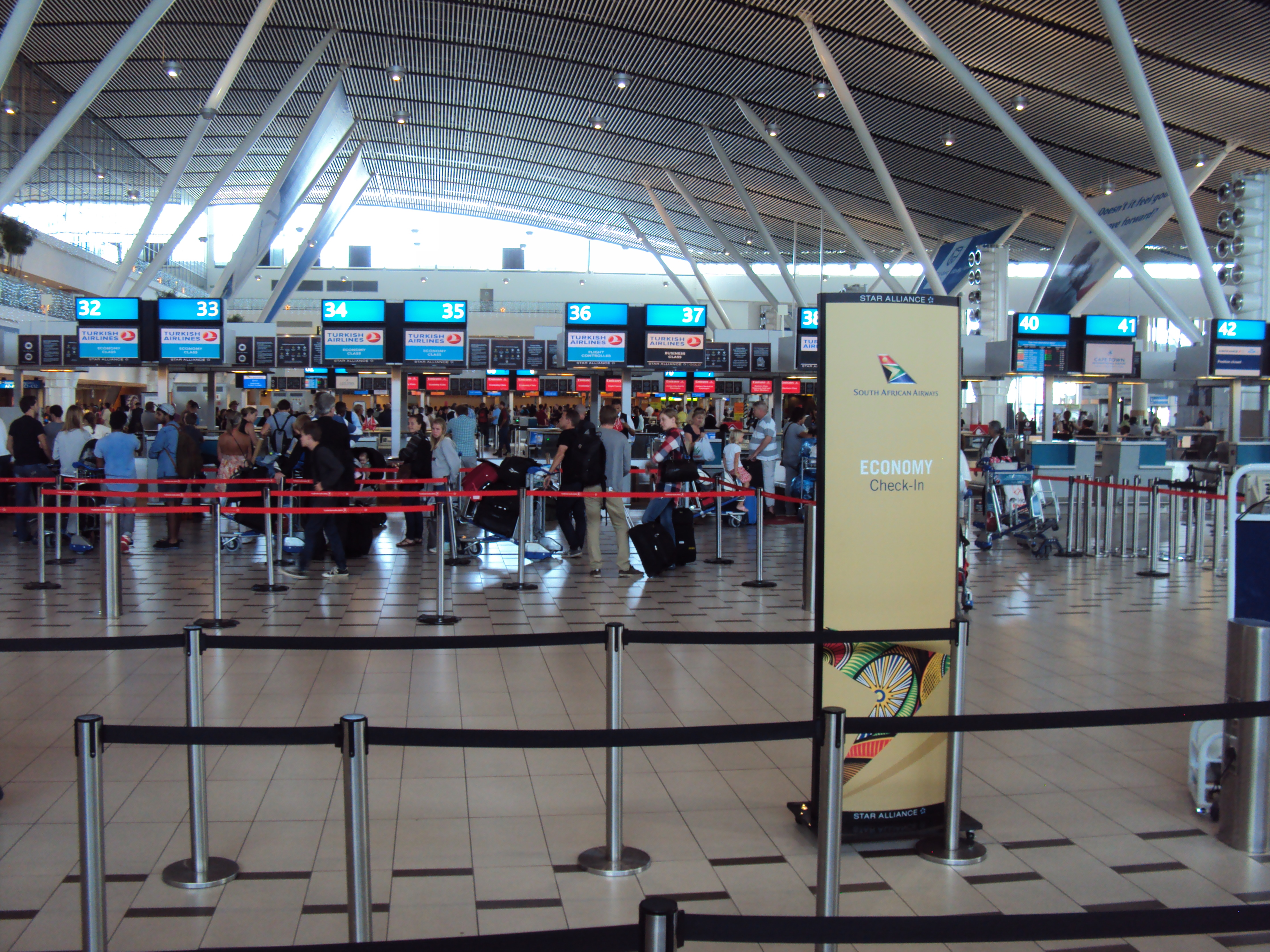
Counters de South African Airways en el Aeropuerto Internacional de la Ciudad del Cabo, Sudáfrica
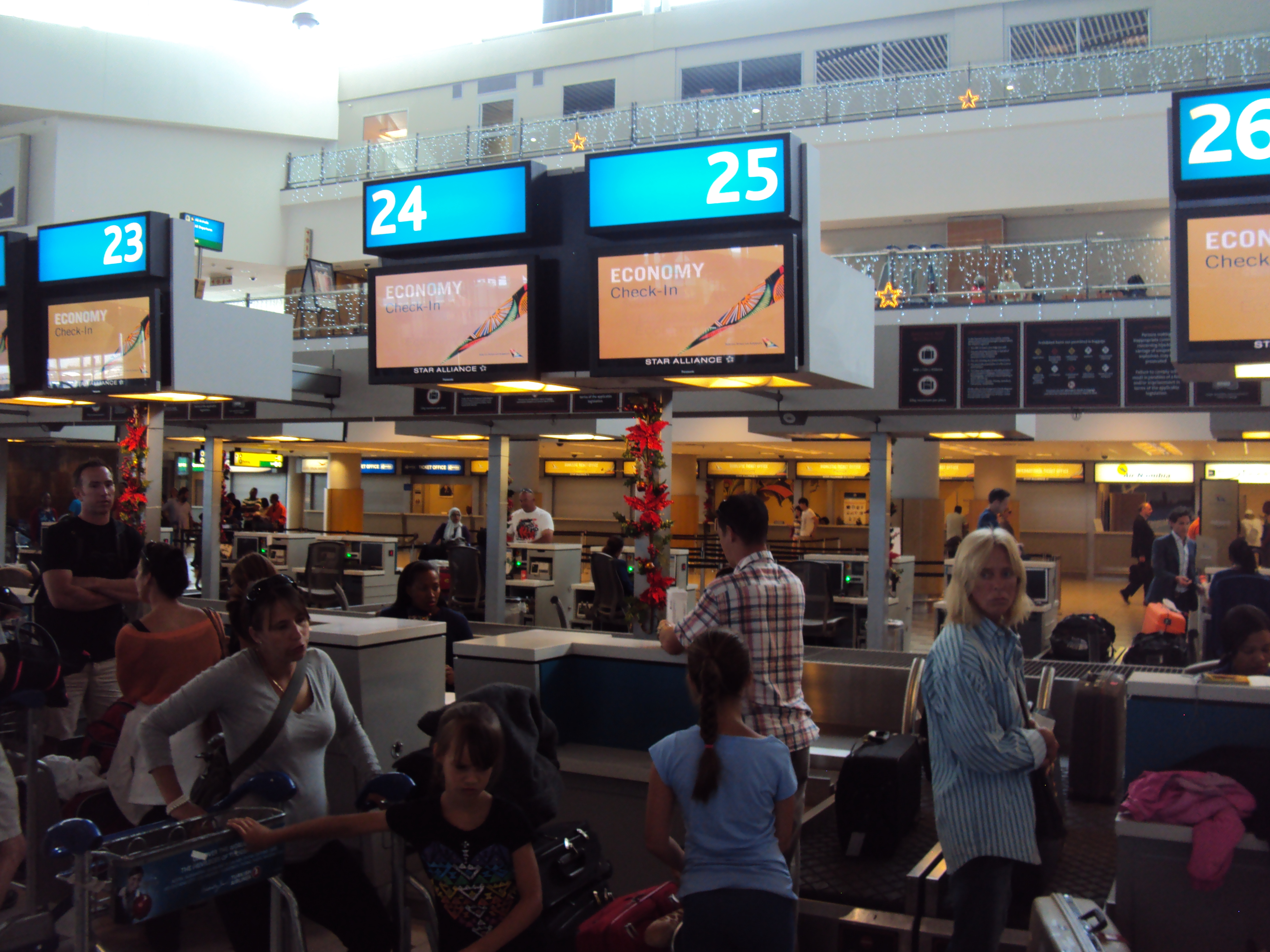
Counters de South African Airways en el Aeropuerto Internacional de la Ciudad del Cabo, Sudáfrica